# میل (زرندیه)
میل روستایی است از توابع بخش خرقان شهرستان زرندیه در استان مرکزی ایران.

## روستا های هم جوار
روستا از طرف شمال شرق با موسی آباد و آفتابرو و از شرق با خشکرود و از جنوب با الویر و عباس آباد و از مغرب با ده کبودکمر همسایه است این روستا  کنار رود خانه شیرین چای واقع است که از کوه‌های مرتفع خرقان چشمه می گیرد.
شغل اصلی مردم روستا دامپروری و کشاورزی است و به زبان ترکی تکلم می کنند.

## جمعیت
این روستا در دهستان الویر قرار دارد و براساس سرشماری مرکز آمار ایران در سال ۱۳۸۵، جمعیت آن ۲۷۶ نفر (۷۶ خانوار) است.